# Штайнгерінг
Штайнгерінг (нім. Steinhöring) — громада в Німеччині, розташована в землі Баварія. Підпорядковується адміністративному округу Верхня Баварія. Входить до складу району Еберсберг.
Площа — 36,29 км2. Населення становить 4072 ос. (станом на 31 грудня 2020).